# Primosom
Als Primosom wird ein Proteinkomplex bezeichnet, der bei der Initiation der Replikation der DNA beteiligt ist. Primosomen gibt es nur in Prokaryoten. In Eukaryoten übernehmen andere Proteine diese Funktion.

## Aufbau
Ein einzelnes Primosom ist ein Komplex aus sieben Proteinen:
- DnaG Primase
- DnaB Helicase
- DnaC Helikase Helfer
- DnaT
- PriA
- PriB
- PriC

## Aufgabe
Das Primosom ist für das Setzen der RNA-Primer auf den beiden Einzelsträngen der zu vermehrenden DNA erforderlich.
Die Helicase spaltet die DNA-Stränge auf, die Entwindung und Absicherung gegen Schäden und Bruch wird allerdings von Gyraseähnlichen Proteinen vollzogen. SSb-Proteine sorgen dann dafür, dass der Strang offen bleibt, dass es also zu keiner erneuten Basenpaarung kommt. Sie haben sozusagen eine kurzzeitige Isolierfunktion. Dann synthetisieren Primasen die Primer, und sobald die DNA-Polymerasen ansetzen, kann die Elongation beginnen. Am Folgestrang bleibt das Primosom Teil des Replikationskomplexes, da ständig neue RNA-Primer für die hier entstehenden Okazaki-Fragmente benötigt werden.